# Poul de Haan
Poulus Johannes de Haan –conocido como Poul de Haan– (1947) es un deportista neerlandés que compitió en remo como timonel. Ganó una medalla de oro en el Campeonato Mundial de Remo de 1966, en la prueba de dos con timonel.

## Palmarés internacional
| Campeonato Mundial | Campeonato Mundial | Campeonato Mundial | Campeonato Mundial |
| Año                | Lugar              | Medalla            | Prueba             |
| ------------------ | ------------------ | ------------------ | ------------------ |
| 1966               | Bled (Yugoslavia)  | Medalla de oro     | Dos con timonel    |